# Фомин, Андрей Александрович
Андре́й Алекса́ндрович Фоми́н (род. 18 сентября 1984, Куйбышев, Куйбышевская область, РСФСР, СССР) — российский актёр театра и кино.

## Биография
Родился 18 сентября 1984 года в Куйбышеве.
В 2007 году окончил театральный факультет Саратовской государственной консерватории имени Л. В. Собинова (мастерская Риммы Беляковой). В годы учёбы играл в спектаклях на сцене Саратовского академического театра драмы имени И. А. Слонова.
В 2007—2019 годах работал в Московском театре Олега Табакова, сотрудничал с МХТ им. А. П. Чехова и Театром наций.
В 2015 году исполнил роль Хомы в спектакле «Вий», поставленном режиссёром Василием Сигаревым и получил хороший отклик на свою работу со стороны театральных критиков.
В кино дебютировал в 2006 году, снявшись в фильме Александра Рогожкина «Перегон» в роли сержанта НКВД.

## Признание и награды
- В 2009 году номинирован на премию «Звезда театрала», категория «За лучший ансамбль» (совместно с Юрием Чурсиным, Сергеем Сосновским, Евгением Миллером, Яной Сексте за работу в спектакле «Старший сын» по пьесе Александра Вампилова)[3].
- В 2009 году премия «МК» за лучшую роль второго плана (в категории «начинающие») в спектакле «Старший сын» по пьесе Александра Вампилова.
- В 2010 году премия Некоммерческого благотворительного фонда Олега Табакова за стремительный творческий рост, продемонстрированный в спектаклях «Отцы и дети», «Старший сын» и «Волки и овцы»

## Творчество

### Роли в театре

#### Саратовский государственный академический театр драмы имени И.А. Слонова
- 2006 — «Ночь ошибок» Оливера Голдсмита. Режиссёр: Римма Белякова — Тони Ламкин / Первый слуга, Завсегдатай трактира
- 2006 — «Яма» Александра Куприна. Режиссёр: Римма Белякова — Платонов, журналист, он же от автора / Симеон, смотритель и швейцар
- 2007 — «Сны Бальзаминова» по пьесам Александра Островского «Праздничный сон — до обеда», «Свои собаки грызутся, чужая не приставай», «За чем пойдёшь, то и найдёшь». Режиссёр: Римма Белякова — Павлин Иванович Устрашимов, сослуживец Бальзаминова

#### МХТ им. А. П. Чехова
- 2007 — «Изображая жертву» братьев Пресняковых. Режиссёр: Кирилл Серебренников — Валя
- 2013 — «Семейные сцены» Анны Яблонской. Режиссёр: Анна Потапова — Сергей

#### Московский театр Олега Табакова
- 2007 — «Процесс» Франца Кафки. Режиссёр: Константин Богомолов — Франц, Студент
- 2008 — «Отцы и дети» Ивана Тургенева. Режиссёр: Константин Богомолов — Аркадий Николаевич Кирсанов
- 2008 — «Старший сын» Александра Вампилова. Режиссёр: Константин Богомолов — Васенька
- 2008 — «Рассказ о семи повешенных» Леонида Андреева. Режиссёр: Миндаугас Карбаускис — Цыганок, Конвойный, Слуга
- 2008 — «Похождение, составленное по поэме Н.В. Гоголя "Мёртвые души"» Николая Гоголя. Режиссёр: Миндаугас Карбаускис — Петрушка
- 2009 — «Олеся» по мотивам одноимённой повести и рассказа «Лесная глушь» Александра Куприна. Режиссёр: Олеся Невмержицкая — Гордей
- 2009 — «Волки и овцы» Александра Островского. Режиссёр: Константин Богомолов — Клавдий Горецкий
- 2010 — «Wonderland-80» по повести Сергея Довлатова «Заповедник» с незначительными вкраплениями из сказок Льюиса Кэрролла. Режиссёр: Константин Богомолов — Рыба в живом и мёртвом виде, фотограф Валерий Марков, тётя Зина
- 2012 — «Брак 2.0 (1-я и 2-я версии)» по пьесам «Свадьба» и «Предложение», рассказам «Брак через 10–15 лет» и «По-американски» Антона Чехова. Режиссёр: Александр Марин — Балалайкин, Андрей Андреевич Нюнин
- 2012 — «Сестра Надежда» по пьесе Александра Володина «Старшая сестра». Режиссёр: Александр Марин — Председатель театральной комиссии
- 2013 — «Двенадцатая ночь» Уильяма Шекспира. Режиссёр: Михаил Станкевич — Курио
- 2013 — «Школа жён» Мольера. Режиссёр: Александр Хухлин — Нотариус
- 2013 — «Сверчок на печи» по мотивам повести Чарльза Диккенса «Сверчок за очагом». Режиссёр: Николай Дручек — Эдуард, Незнакомец
- 2014 — «Чайка» Антона Чехова. Режиссёр: Константин Богомолов — Семён Семёнович Медведенко, учитель
- 2014 — «Йеппе-с-горы» Людвига Хольберга. Режиссёр: Глеб Черепанов — Секретарь
- 2015 — «Вий» Николая Гоголя. Режиссёр: Василий Сигарев — Хома[4]
- 2016 — «Безымянная звезда» Михаила Себастьяна. Режиссёр: Александр Марин — Паску
- 2019 — «Русская война Пекторалиса» по мотивам повести Николая Лескова «Железная воля». Режиссёр: Сергей Пускепалис — Дмитрий Ерофеич

#### Театр наций
- 2018 — «Театр чудес» Мигеля де Сервантеса. Режиссёр: Денис Бокурадзе — Педро Капачо, Башмачник

### Избранные роли в кино и сериалах
- 2004 — Ключи от бездны: Операция «Голем» — хулиган-инвалид
- 2006 — Перегон — старший сержант НКВД Пётр Черных
- 2012 — Кровинушка — Владислав
- 2012 — Васильки для Василисы — фотограф Игорь
- 2013 — Пельмени — охранник Павел
- 2014 — 22 минуты — Штурман
- 2014 — Звезда — охранник
- 2014 — Как меня зовут — Петя
- 2016 — Научи меня жить — начальник ОМОНа
- 2018 — Грецкий орешек — Колпаков
- 2018 — Чужая кровь — Степан
- 2018 — Операция «Сатана» — сотрудник КГБ
- 2019 — Содержанки — сотрудник полиции в канцелярии
- 2020 — Сделать как надо — Золотарёв
- 2020 — Диверсант 3: Крым — комиссар Седых
- 2020 — Балабол-4 — племянник Шервуда, уголовник Февраль
- 2021 — Игра с огнём — подследственный в СИЗО
- 2021 — Я свободен — отец Пашки
- 2021 — Немцы — Иван Юрьевич Каледин, капитан ОБЭП
- 2021 — Кулагины — Андрей Крикунов
- 2022 — Предпоследняя инстанция — Михаил Маврин в молодости
- 2022 — Склифосовский-9 — крановщик Виктор
- 2022 — Аманат — император Александр II
- 2022 — Алиса не может ждать — медбрат
- 2023 — Айта — полицейский Афоня
- 2024 — Лёд 3 — менеджер
- 2024 — Позывной «Пассажир» — «Ромашка»
- 2024 — Юг — бандит Вадик